# Кейп-Йорк
Кейп-Йорк (англ. Cape York Peninsula) — півострів на північному сході Австралії. Межує з Кораловим морем на сході та затокою Карпентарія на заході. Площа 300 тис. км². Довжина з півночі на південь близько 600 км. Уздовж східного берега півострова простягнувся Великий Бар'єрний риф (його північна частина).
Східна частина півострова гориста (висота до 555 м), західна — низинна. Видобуток бокситів (родовище Вейпа). Екваторіальні (на заході) та вологі тропічні ліси (на сході).

## Охорона природи
На території півострова розташовані національні парки Дейнтрі, Лейкфілд, Арчер-Бенд, Айрон-Рейндж, Рокбі, Мітчелл-Алліс-Ріверс, Статен-Рівер. Для збереження унікального біорізноманіття Великого Бар'єрного рифа створений однойменний морський парк, два сектори якого (північний і сектор Кернс), знаходяться в прибережних водах півострова Кейп-Йорк.